# Claudio José Brindis de Salas
Claudio José Domingo Brindis de Salas y Garrido (La Habana, Cuba, 4 de agosto de 1852 - Buenos Aires, Argentina, 1 de junio de 1911) fue un músico y violinista cubano. Conocido como el «Paganini negro», fue considerado uno de los mejores violinistas de su época, también llamado "El rey de las octavas".

## Biografía
Brindis de Salas como es más conocido, nace un 4 de agosto de 1852 en el seno de una familia de músicos, su padre Claudio Brindis de Salas, nacido en La Habana el 30 de octubre de 1800 fue violinista y contrabajista que formó parte de una orquesta llamada «La Concha de Oro», muy popular en los salones de bailes habaneros.
Su abuelo Luis Brindis, sargento primero del Real cuerpo de artillería se preocupó por obtener un mecenazgo para su hijo entre las familias pudientes de La Habana, que lo apoyaron y financiaron sus estudios.
Estudió violín con su padre y a los diez años ya daba un concierto en el liceo de La Habana. En 1863 se presentó por vez primera ante el público habanero en el Liceo de La Habana con José Van der Gutch como pianista acompañante, función en la que también actuó Ignacio Cervantes. En 1870 ganó una beca para estudiar en París en donde obtuvo el primer premio en el conservatorio donde estudiaba. 
Actuó en las más grandes salas de conciertos del mundo, París, Berlín, Londres, Madrid, Milán, Florencia, San Petersburgo, Viena, Caracas, Buenos Aires. 
En Prusia fue condecorado con la orden de la Cruz del Águila Negra y en Francia con la Legión de Honor. El kaiser Guillermo II lo nombró Barón de Salas. En Alemania se casó y obtuvo la nacionalidad. Sin embargo, después de mucho tiempo viviendo fuera de su tierra natal, comenzó a sufrir ataques de depresión y nostalgia que lo llevaron a abandonarlo todo.
Murió de tuberculosis el 1 de junio de 1911 en la ciudad de Buenos Aires, en donde años antes le habían regalado un Stradivarius, pobre y olvidado, enterrado en una fosa común. En 1917 el diario argentino La Razón realizó una colecta pública, para darle sepultura digna. En 1930, durante el gobierno del General Gerardo Machado, a la sazón presidente de la República de Cuba, sus restos fueron trasladados a La Habana donde fueron colocados en el panteón de la solidaridad de la música cubana en la Necrópolis de Colón de La Habana. 
Sus restos se encuentran en una urna de bronce en la iglesia de San Francisco de Paula, en el litoral de la bahía habanera, frente al puerto.
Homenaje a Claudio José Domíngo Brindis de Salas, el rey de las octavas, fue ejecutado por Alberto Sánchez, estatua viviente en la Plaza San Francisco de Asis en La Habana Vieja.